# فندق افسون‌گر
فندق افسون‌گر (نام علمی: Hamamelis) نام یک سرده از تیره انجیلیان است.

## نگارخانه

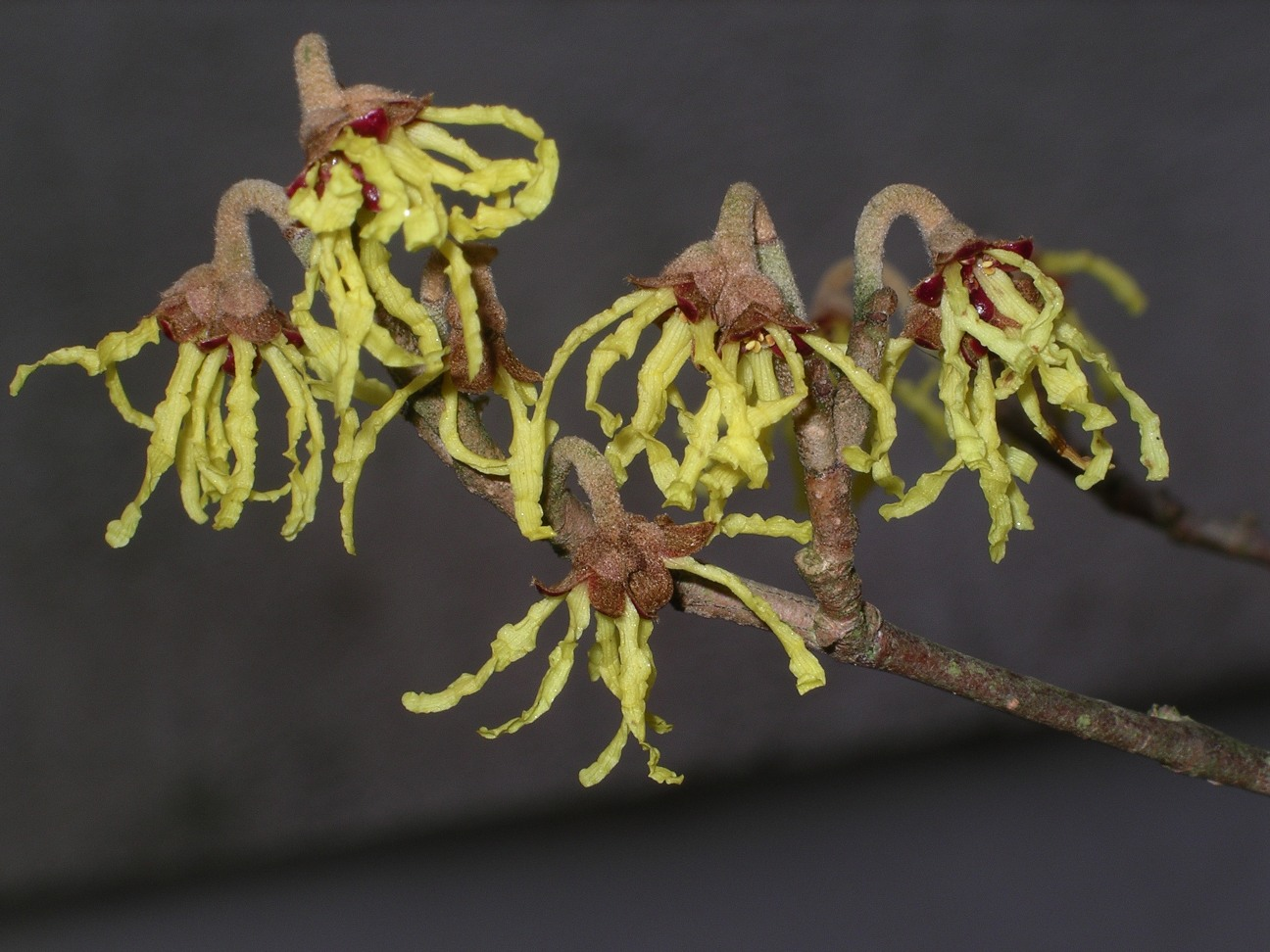
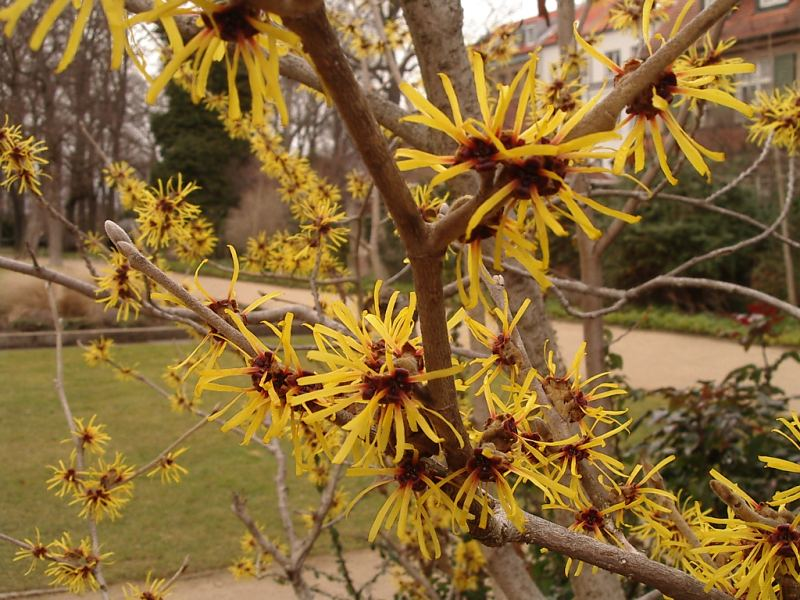
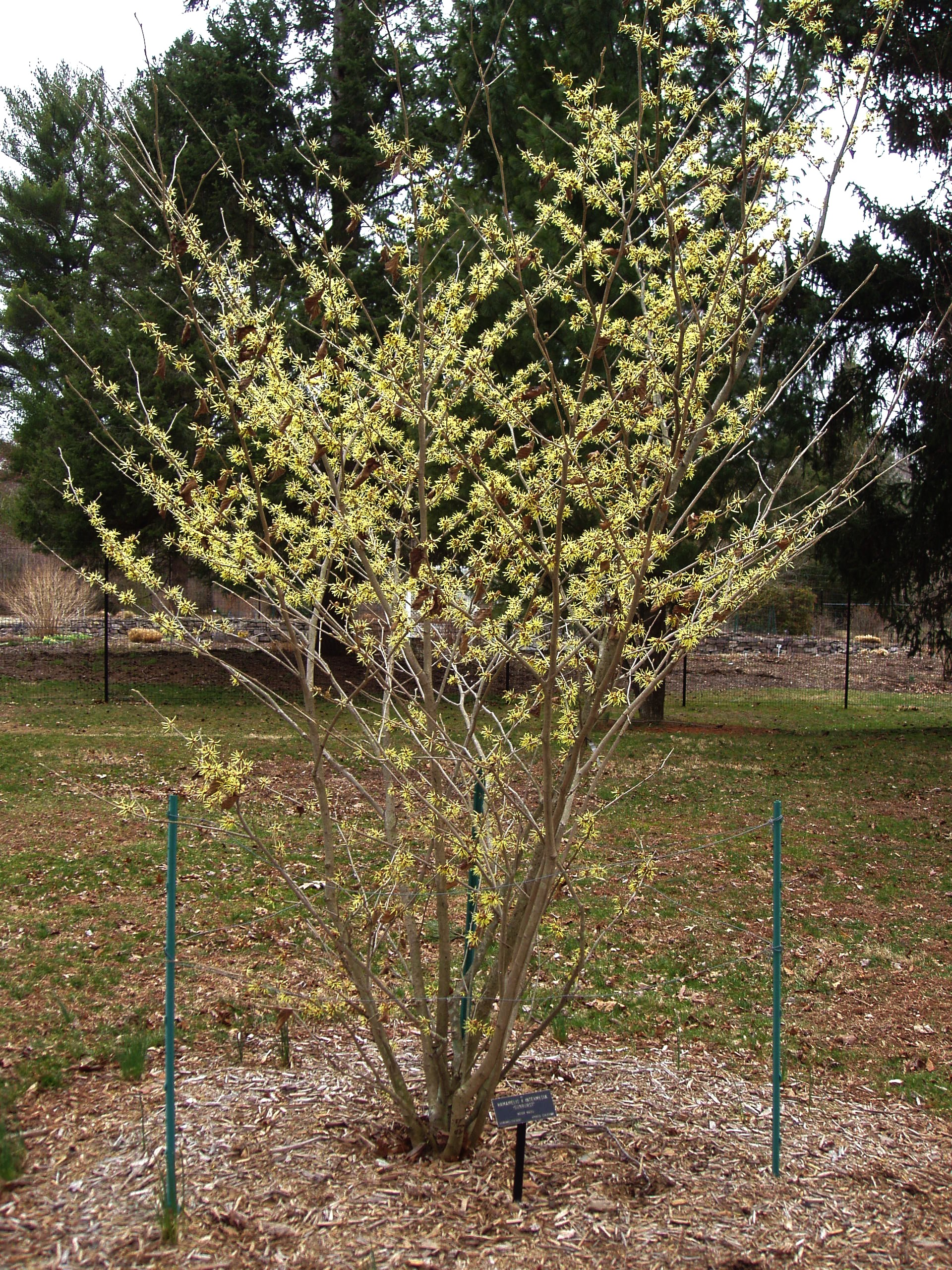
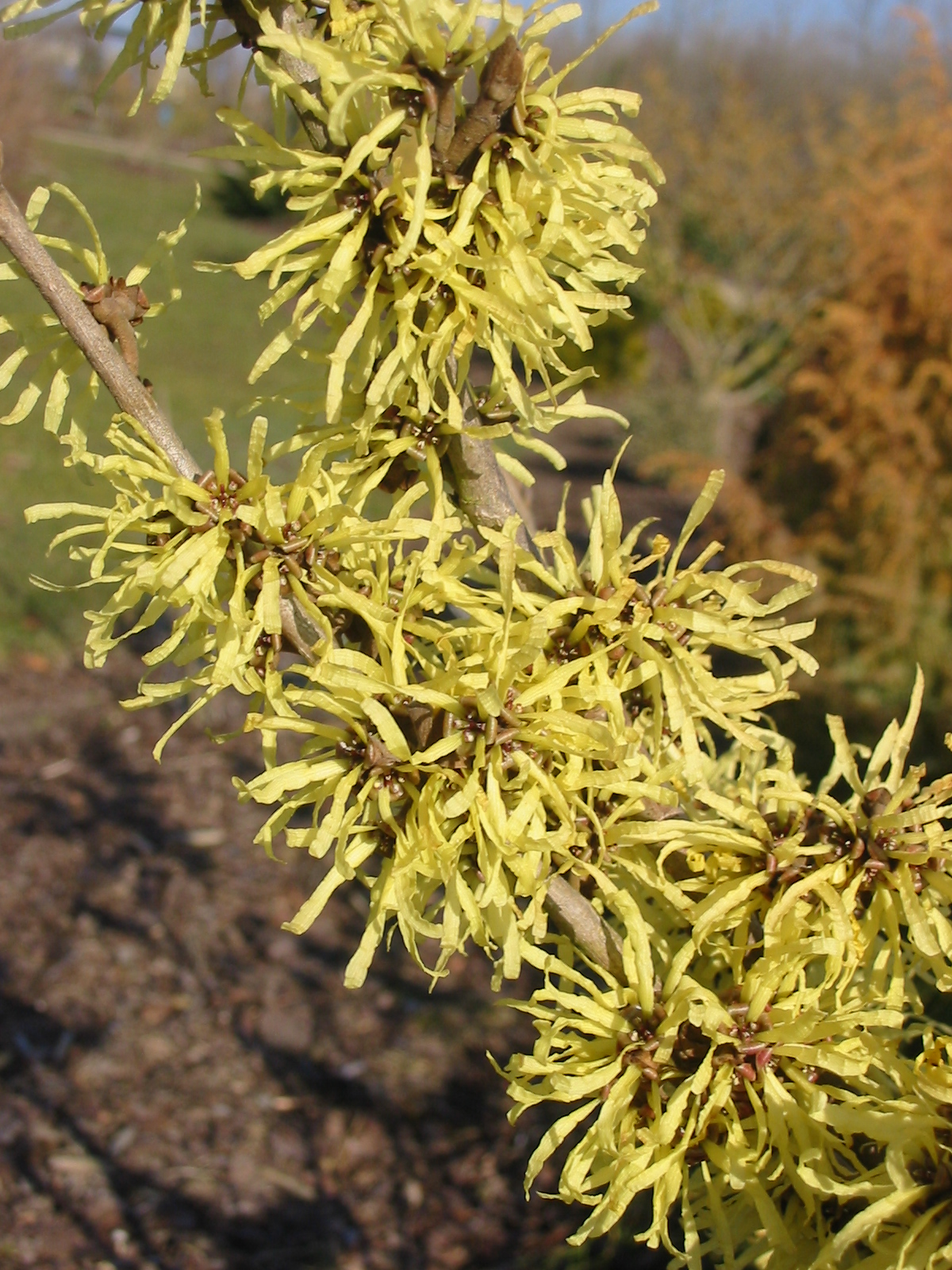
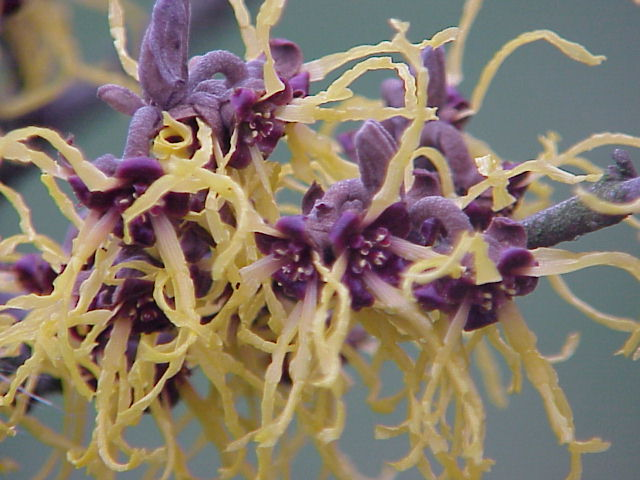
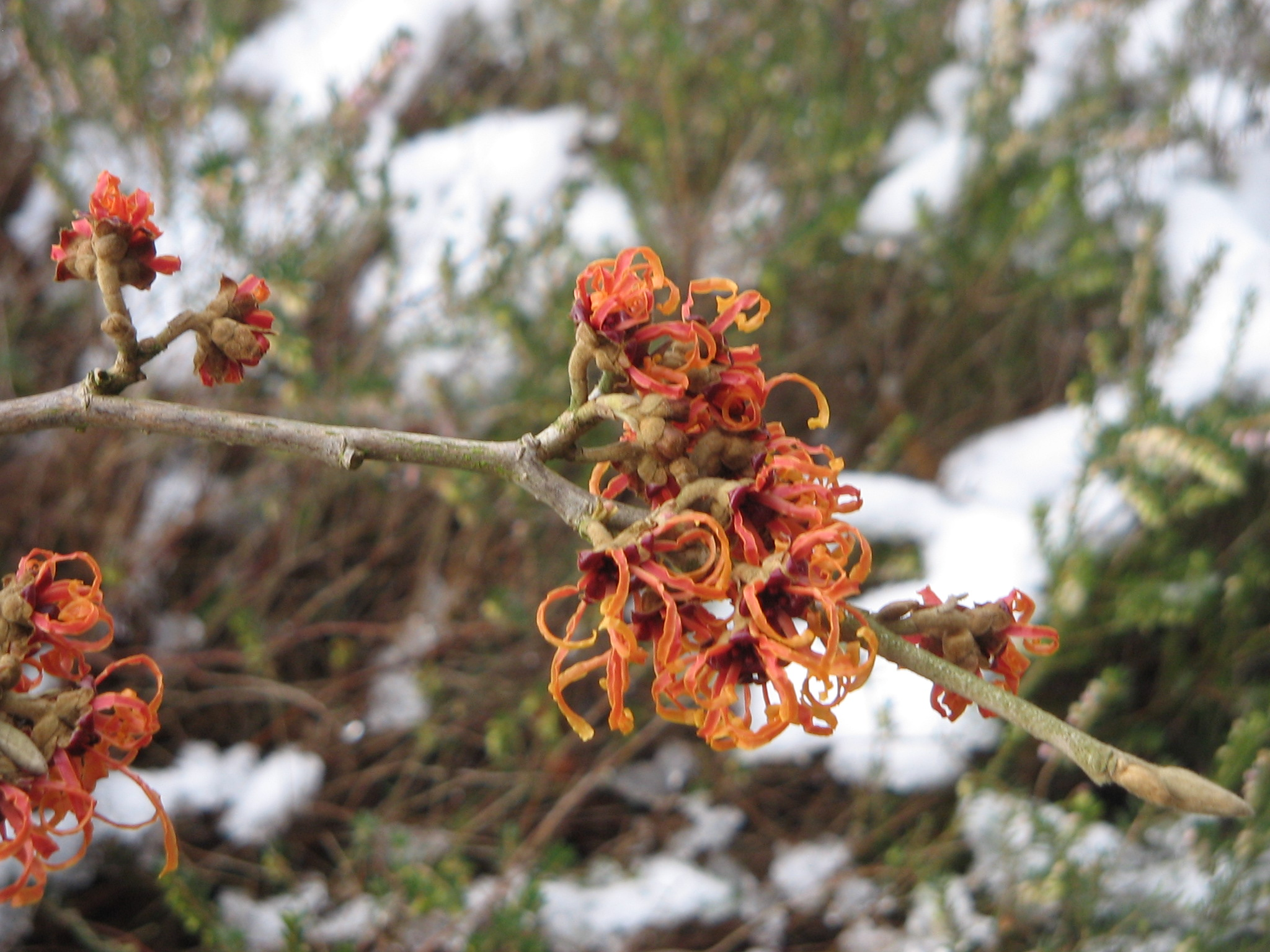
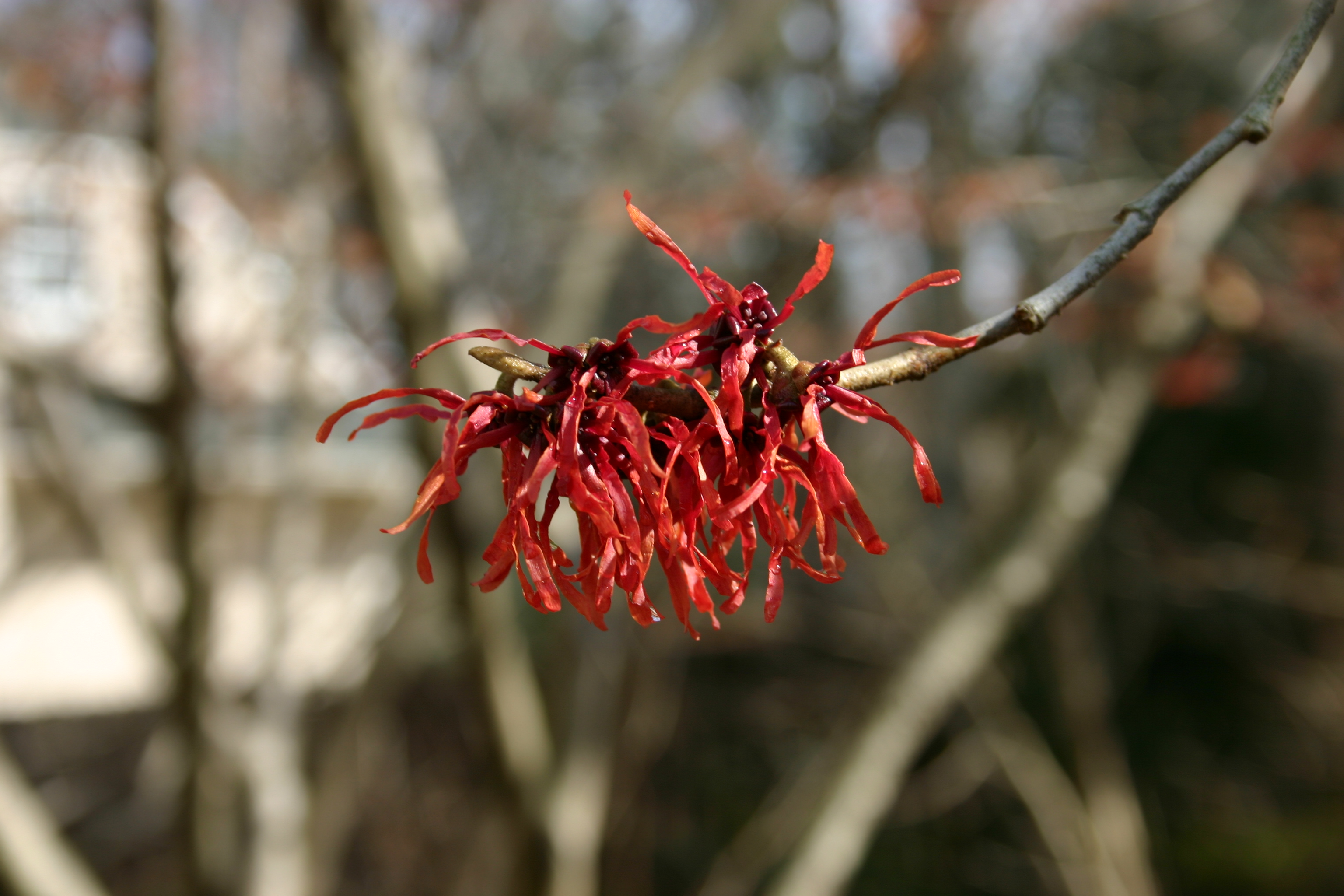
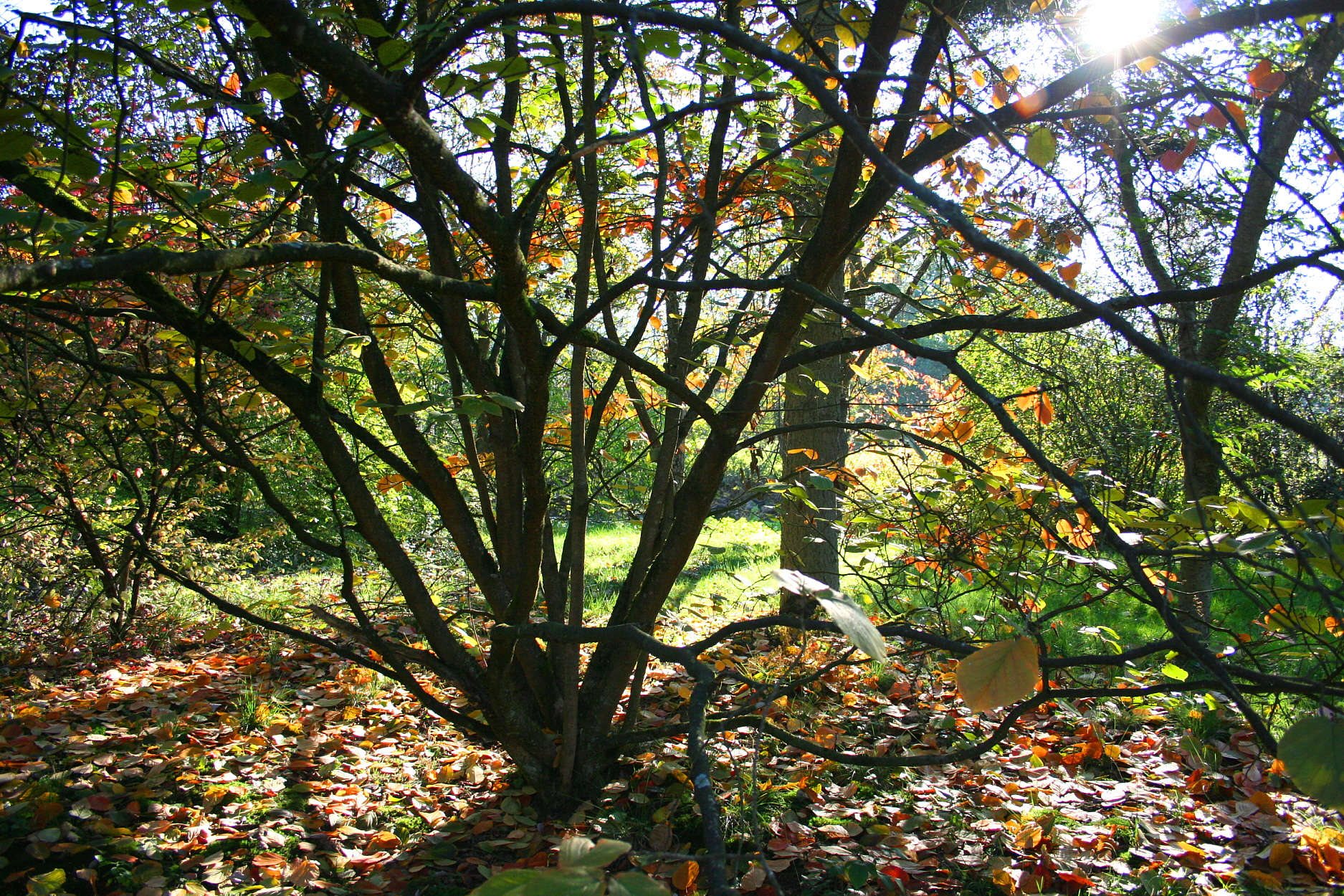
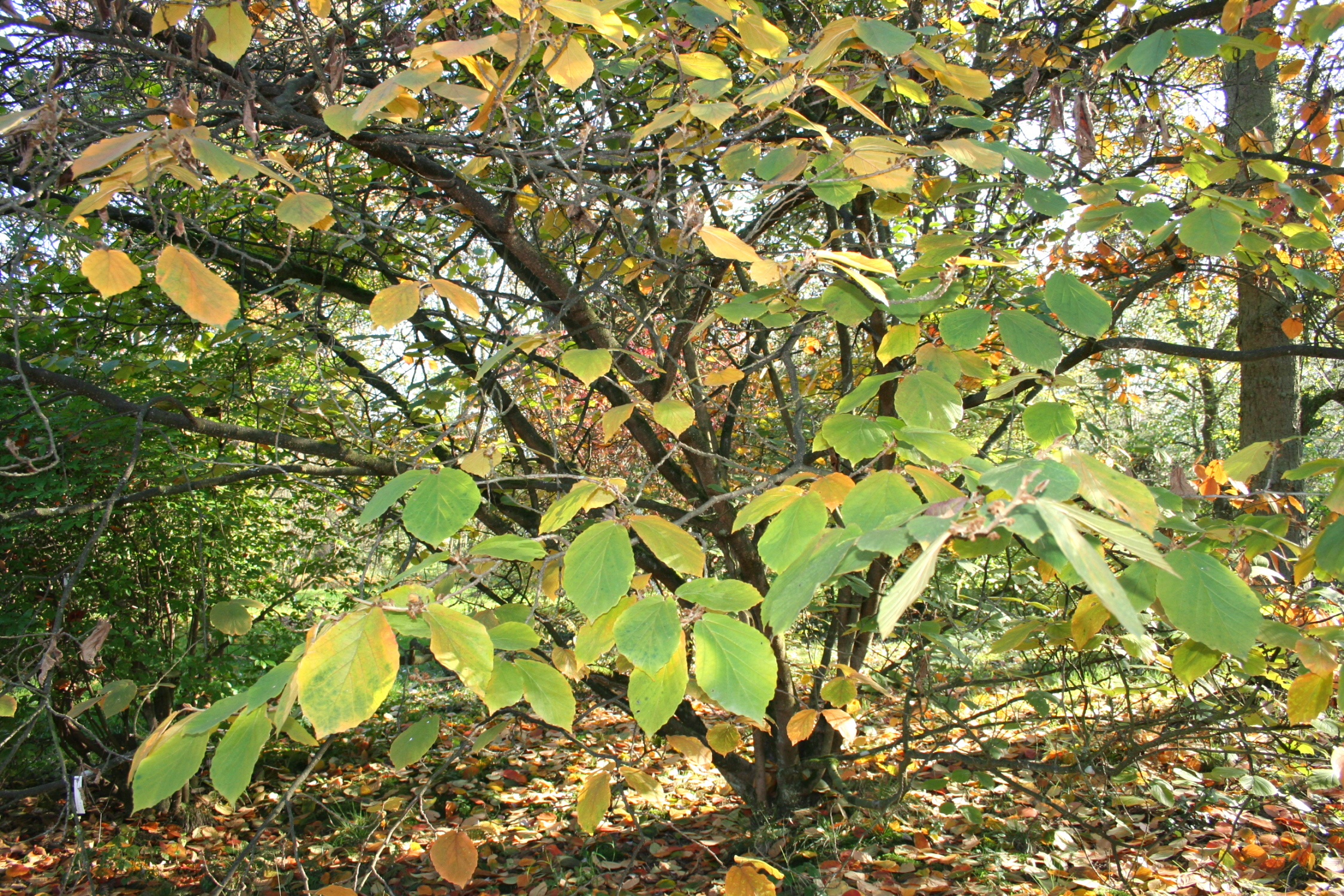
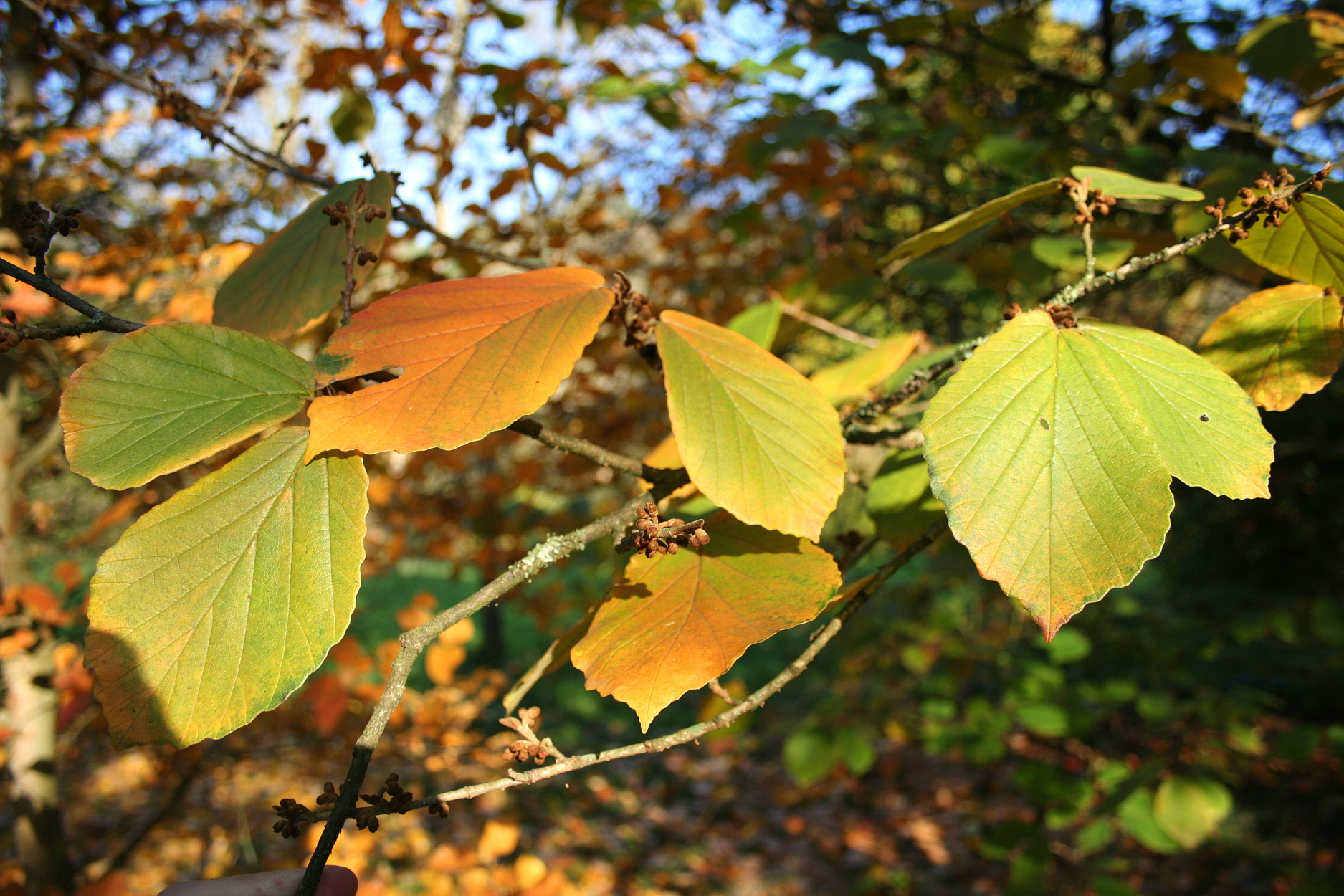